# Mercator (navire-école)
Pour les articles homonymes, voir Mercator.
Le Mercator est le cinquième navire-école de la marine marchande belge qui commence sa carrière de navire école en 1932 pour la finir en 1961.

Il porte le nom du célèbre géographe Gerardus Mercator, l'inventeur des cartes en projection de Mercator.
C'est un trois-mâts gréé en barquentine (trois-mâts goélette) c'est-à-dire que le mât de misaine porte des voiles carrées tandis que le grand mât et le mât d'artimon portent des voiles auriques.

## Histoire
Construit en 1931 dans le chantier de Leith en Écosse, le Mercator est destiné à remplacer le navire-école L'Avenir en fonction depuis 1908. Le Mercator prend la mer pour la première fois le 5 septembre 1932. Par la suite, il forme chaque année une cinquantaine d'apprentis officiers encadrés par une douzaine d'hommes d'équipage, dans le cadre d'un voyage d'hiver de quatre mois dans l'Atlantique suivi d'une croisière d'été de trois mois.
De 1934 à 1935, il embarque une expédition scientifique franco-belge pour l'île de Pâques d'où il rapporte la statue gigantesque du « dieu du Thon », actuellement conservée aux Musées royaux d'art et d'histoire à Bruxelles.
En 1936, c'est lui qui ramène en Belgique le corps du père Damien, décédé en 1889 à Molokaï (Hawaï).

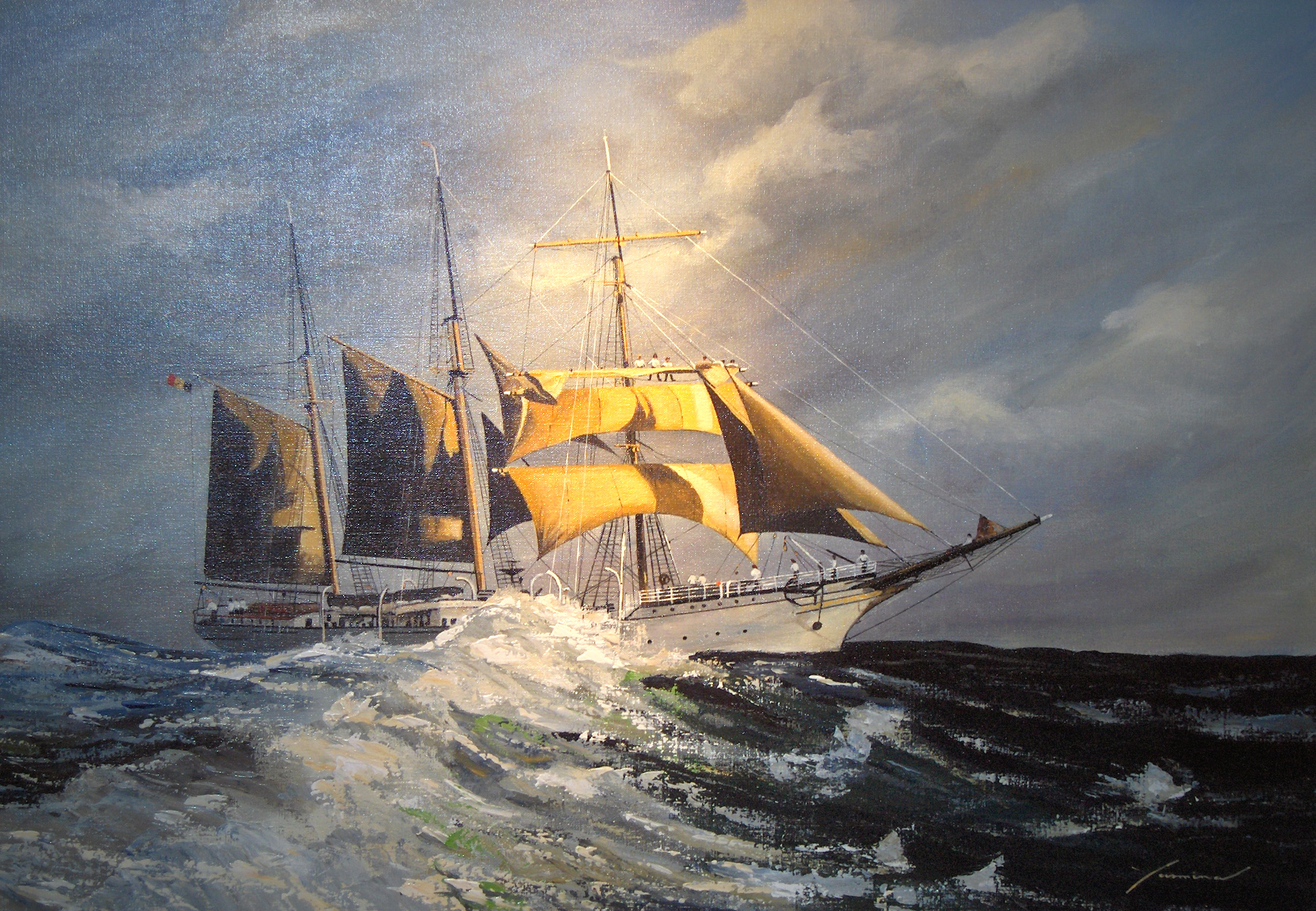
Le Mercator en haute mer, peinture par Yasmina (Ostende, Belgique)
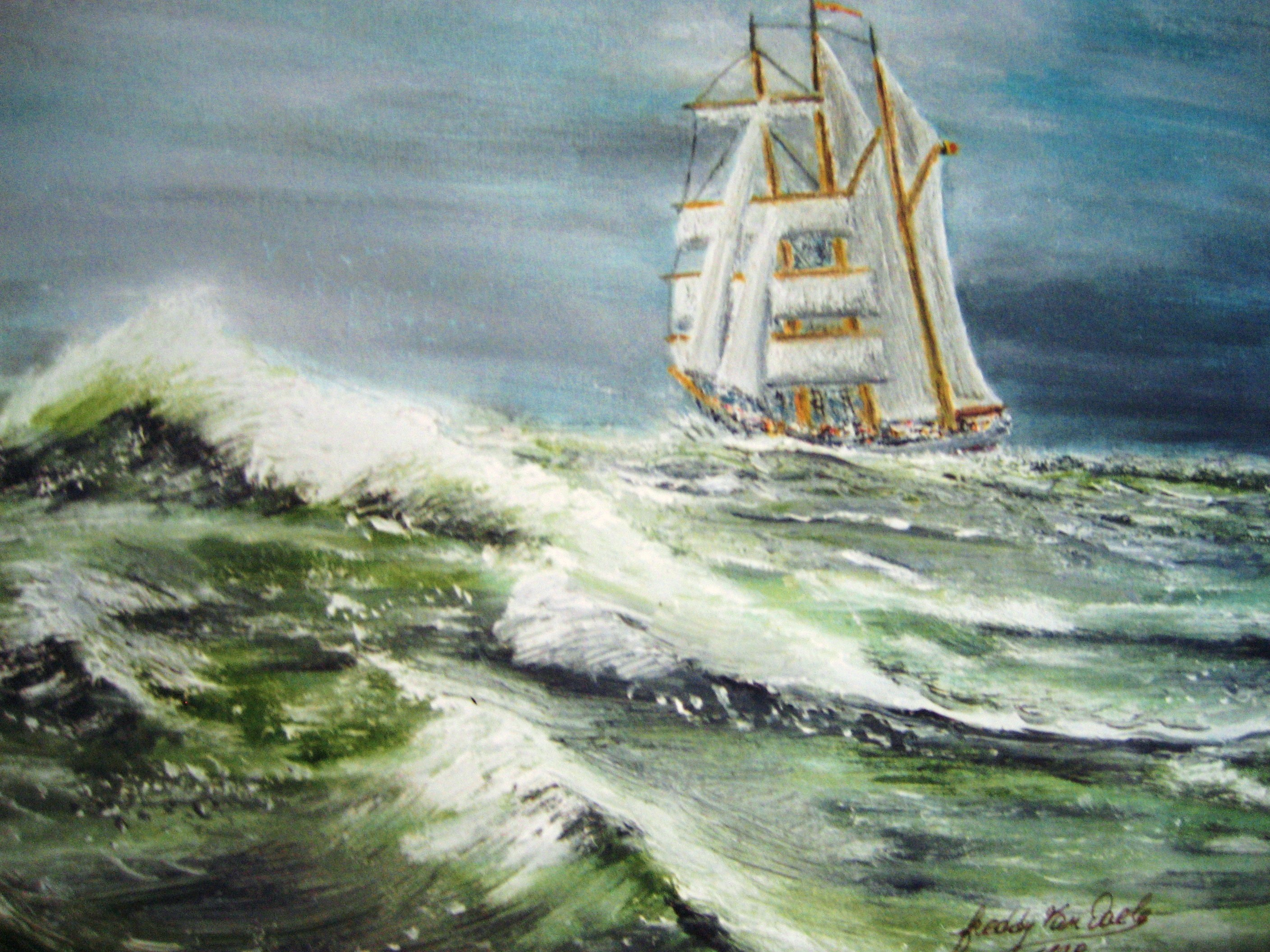
Peinture par Freddy van Daele de Hosdent (Latinne, Braives), Belgique

Durant la Seconde Guerre mondiale, il passe sous pavillon anglais. Lorsqu'il rejoint la Belgique en 1947, il est en piteux état et ce n'est qu'en 1950 qu'il pourra reprendre la mer.
Il a participé et gagné plusieurs courses de vitesse de voiliers. Il fut engagé dans la toute première régate internationale en 1956 (Torbay-Lisbonne).

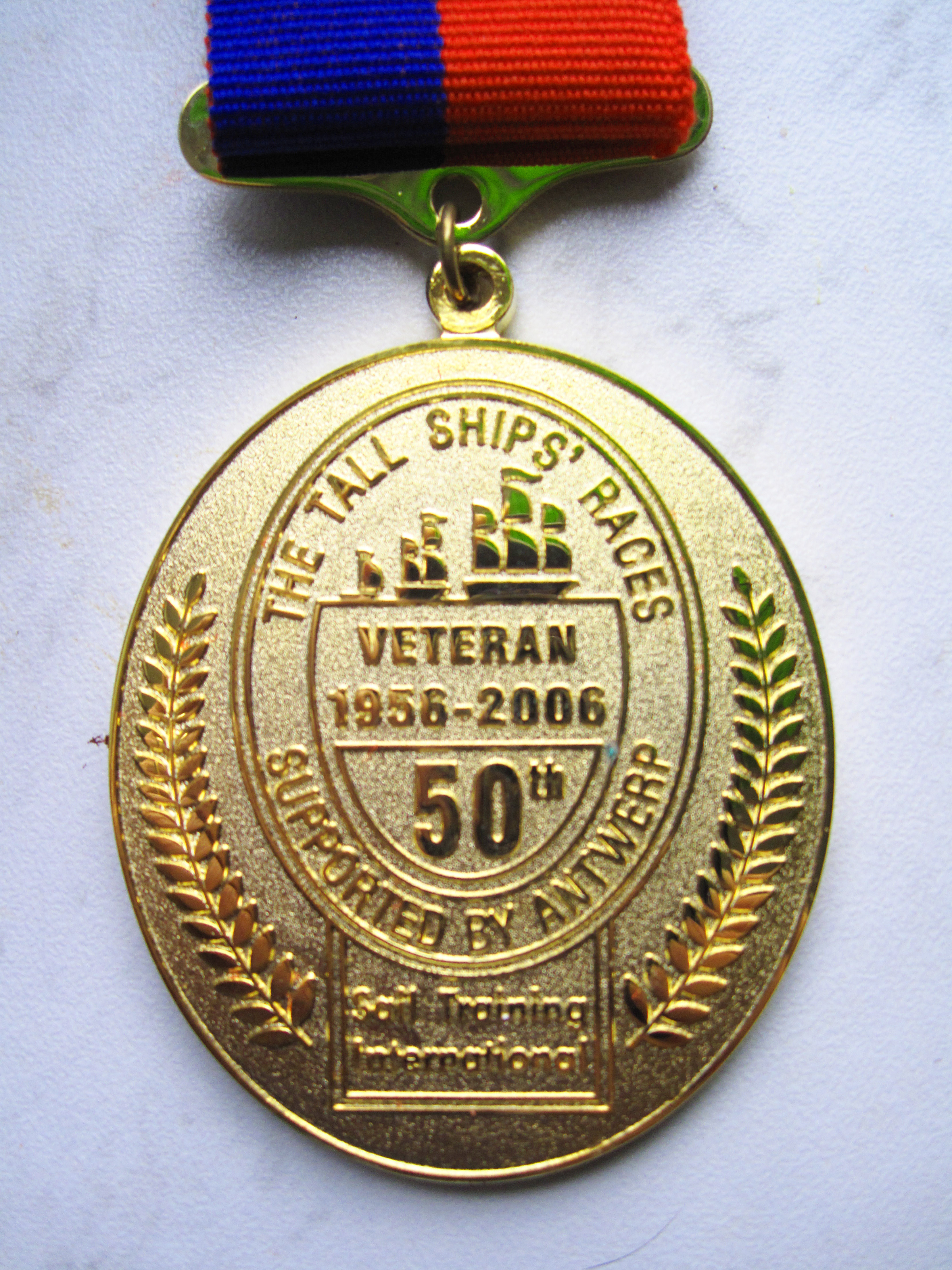
Médaille de vétéran de la Première Régate Internationale pour grands voiliers (1956)

Depuis 1961, il ne forme plus de jeunes officiers mais sa carrière continue.
À quai, à Anvers puis à Ostende, c'est devenu un monument touristique qui reçoit près de 130 000 visiteurs par an. Le musée retraçant la carrière du navire a été créé par Corneille Hannoset.
Interdit de navigation au grand large, il prend cependant parfois encore la mer pour du cabotage. En juin 2001, il se déplace ainsi à Dunkerque à l'occasion du centenaire du Duchesse Anne. En août 2002, le Mercator fut le navire de front lors du rassemblement de grands voiliers au port de Zeebruges dans le cadre de la désignation de la ville de Bruges comme capitale culturelle de l'Europe.
Il subit une grosse rénovation de septembre 2015 à mars 2017. La coque a été entièrement restaurée, le pont en bois vermoulu remplacé. La tuyauterie, le système de chauffage, et la cuve de diesel ont été réparés. Un nouveau système de ventilation a également été installé pour améliorer la conservation du navire. Une équipe d'environ 20 personnes a travaillé en continu sur le chantier pendant un an et demi, totalisant entre 50 000 et 60 000 heures de travail, pour un coût global de 3,5 millions d'euros, financé par le gouvernement flamand.
En mai 2023, les vergues (des éléments de la mâture) en bois ont été remplacés par des pièces en acier, pour un budget de 500 000 €.